# ウガム・チャトカル国立公園

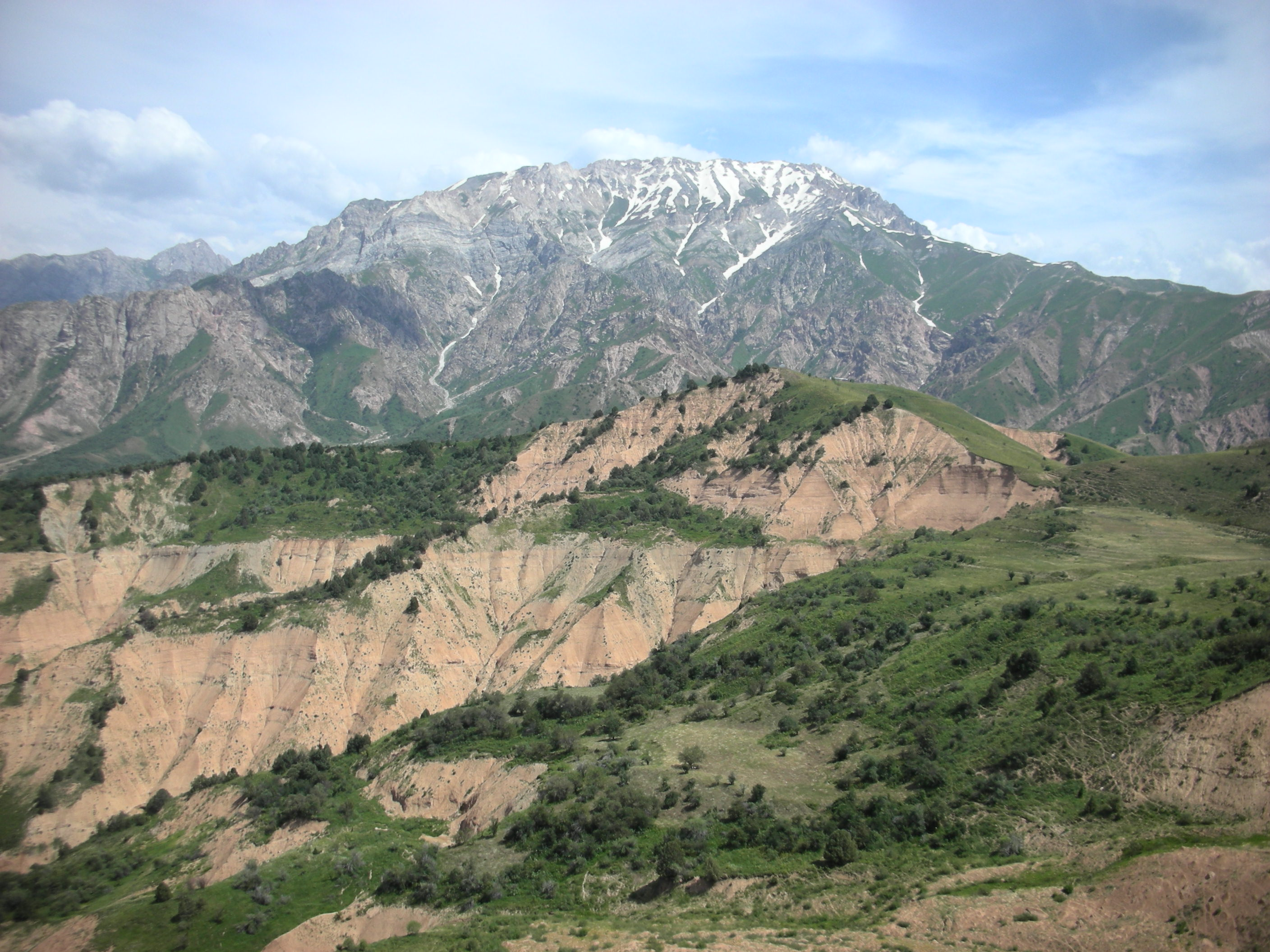
公園内にある大チムガン

ウガム・チャトカル国立公園 (英語: Ugam-Chatkal National park, ウズベク語: Chatqol davlat biosfera qo‘riqxonasi / Чатқол давлат биосфера қўриқхонаси, ロシア語: Угам-Чаткальский государственный национальный природный парк) はウズベキスタン・タシュケント州にある国立公園である。「ウガム・チャツカル国立公園」と表記されることもある。

## 概要
タシュケント州の北端、天山山脈の西に位置し、キルギス、カザフスタンと国境を接する地域にある。紀元前20-10世紀の間には既に公園内のチャトカル山の絵が描かれていたとされている。1947年に自然保護区として設立され、1978年にチャトカル山 (Mount Chatkal) としてUNESCOの生物圏保護区に指定された。公園としては1991年に開園、1992年にはウガム・チャトカル国立自然公園として指定された。総面積は57,360ヘクタール、公園内の標高は1110mから4000mまでの高低差がある。公園内には1999年当時で約25,000人が住んでおり、農業などに従事している。公園内では様々な高山植物を見ることができ、キクガシラコウモリ、ヒメキクガシラコウモリなどのコウモリとユキヒョウ、ティエンシャンマーモット、モリヤマネなどの哺乳類、クロハゲワシ、ヒメチョウゲンボウ、ヒガシヒメモリバト、ハジロアカゲラなどの鳥類が生息している。公園内にはチャトカル川が流れ、公園内の最高峰である大チムガンの麓にあるチムガンやクンベル山の麓にあるベルデルサイというスキー場ではスキーを楽しむこともできる。